# Masayuki suzuki taste of martini tour 2016 Step 1.2.3 〜dolce Lovers〜
『masayuki suzuki taste of martini tour 2016 Step 1.2.3 〜dolce Lovers〜』（マサユキ スズキ テイスト オブ マティーニ ツアー 2016 ステップ ワン ツー スリー ドルチェ ラヴァーズ）は、2017年9月20日に発売された鈴木雅之のライブ・ビデオ。

## 解説
2016年ソロ・デビュー30周年&還暦を迎えた鈴木雅之の記念すべきライヴの模様を映像化。リアルバーズデーを迎えた9月22日に東京・渋谷オーチャードホールにて行われた一夜限りのプレミアム・コンサートを収録。30周年を記念してリリースしたアルバム『dolce』収録曲を中心に数々の大ヒット曲を網羅し、“還暦ソウル”を届けたパフォーマンス。サプライズゲストとして、小田和正、KREVA、JUJUが登場しスペシャルコラボライヴを披露している。

## 収録曲
| 全編曲: 小松秀行。 |                                        |                       |                    |        |
| #                  | タイトル                               | 作詞                  | 作曲               | 時間   |
| 1.                 | 「Opening 〜 Melancholia」             | 松任谷由実            | 松任谷由実         | 0:00   |
| 2.                 | 「泣きたいよ」                         | 玉置浩二              | 玉置浩二           | 5:39   |
| 3.                 | 「ガラス越しに消えた夏」               | 松本一起              | 大沢誉志幸         | 12:18  |
| 4.                 | 「最後の恋にさよなら」                 | 松尾潔                | 川口大輔           | 4:48   |
| 5.                 | 「夜空の雨音」                         | Kurt Jessen、三浦徳子 | 三井誠             | 5:23   |
| 6.                 | 「リバイバル」                         | 松尾潔                | 久保田利伸         | 8:26   |
| 7.                 | 「10年」                               | 大下きつま            | 安雲公亮           | 2:25   |
| 8.                 | 「MIDNIGHT TRAVELER」                  | 大下きつま            | 大沢誉志幸         | 2:38   |
| 9.                 | 「びしょぬれBROKEN HEART」             | 大下きつま            | 安部恭弘           | 3:50   |
| 10.                | 「さよならいとしのBaby Blues」         | 安藤秀樹              | 安藤秀樹           | 14:07  |
| 11.                | 「私の願い」                           | 小田和正              | 小田和正           | 6:18   |
| 12.                | 「GET BACK IN LOVE」                   | 山下達郎              | 山下達郎           | 4:12   |
| 13.                | 「My Precious Lady」                   | 鈴木雅之              | 鈴木雅之           | 3:03   |
| 14.                | 「Interlude」                          | 高尾直樹              | 小松秀行、高尾直樹 | 3:42   |
| 15.                | 「Climax」                             | KREVA                 | KREVA              | 7:33   |
| 16.                | 「TOKYO べらんめえ SOUL」              | 横山剣、鈴木雅之      | 岡村靖幸           | 3:24   |
| 17.                | 「違う、そうじゃない」                 | 朝水彼方              | 中崎英也           | 4:04   |
| 18.                | 「もう涙はいらない」                   | 西尾佐栄子            | 中崎英也           | 5:05   |
| 19.                | 「恋人」                               | 西尾佐栄子            | 松尾清憲           | 8:28   |
| 20.                | 「明日をください」                     | アンジェラ・アキ      | アンジェラ・アキ   | 7:02   |
| 21.                | 「SO LONG」(アンコール)                | 川村結花              | 川村結花           | 6:08   |
| 22.                | 「め組のひと」(アンコール)             | 麻生麗二              | 井上大輔           | 3:25   |
| 23.                | 「ランナウェイ」(アンコール)           | 湯川れい子            | 井上大輔           | 4:00   |
| 24.                | 「夢で逢えたら」(アンコール)           | 大瀧詠一              | 大瀧詠一           | 4:29   |
| 25.                | 「エンドレス・ジャーニー」(アンコール) | 北山修                | 平井夏美           | 9:25   |
| 26.                | 「メロディー」(アンコール)             | 玉置浩二              | 玉置浩二           | 11:10  |
| 特典映像.          | 「鈴木雅之ツアーグッズコレクション」   |                       |                    |        |
| 特典映像.          | 「リバイバル（ShortMovie）」           |                       |                    |        |
| 特典映像.          | 「明日をください（ShortMovie）」       |                       |                    |        |
| 合計時間:          | 合計時間:                              | 合計時間:             | 合計時間:          | 151:02 |